# Amir Weintraub
Amir Weintraub (Rehovot, 16 de Setembro de 1986) é um tenista profissional de Israel.

## Conquistas(9)

### Simples (9)
| Legenda (Simples)               |
| Grand Slam (0)                  |
| ATP World Tour Finals (0)       |
| ATP World Tour Masters 1000 (0) |
| ATP World Tour 500 Series (0)   |
| ATP World Toour 250 Series (0)  |
| Challengers (0)                 |
| Futures (9)                     |

| N. | Data                   | Torneio        | Superfície | Adversário     | Placar        |
| 1. | 12 de Agosto de 2006   | Dakar          | Dura       | Valentin Sanon | 4–6, 6–4, 6–4 |
| 2. | 23 de Outubro de 2010  | Lagos          | Dura       | Karan Rastogi  | 2–6, 6–4, 7–5 |
| 3. | 27 de Novembro de 2010 | Traralgon      | Dura       | Samuel Groth   | 6–2, 6–4      |
| 4. | 21 de Maio de 2011     | Ramat HaSharon | Dura       | David Rice     | 6–3, 6–2      |
| 5. | 28 de Maio de 2011     | Ramat HaSharon | Dura       | David Rice     | 6–1, 6–1      |
| 6. | 4 de Junho de 2011     | Ramat HaSharon | Dura       | Federico Gaio  | 6–4, 6–2      |
| 7. | 30 de Janeiro de 2012  | Eilat          | Dura       | Claudio Grassi | 6–1, 6–1      |
| 8. | 1 de Abril de 2012     | Herzliya       | Dura       | Axel Michon    | 7–5, 6–0      |
| 9. | 5 de Maio de 2012      | Ascalão        | Dura       | Yu Chang       | 6–3, 6–2      |